# Championnat du Honduras de football 1994-1995
Navigation
Saison précédente Saison suivante
La LINAFUT 1994-1995 est la vingt-neuvième édition de la première division hondurienne.
Lors de ce tournoi, le Real España a tenté de conserver son titre de champion du Honduras face aux neuf meilleurs clubs honduriens.
Chacun des dix clubs participant était confronté trois fois aux neuf autres équipes. Puis les six meilleures se sont affrontées lors d'une phase finale à la fin de la saison.
Seulement deux places étaient qualificatives pour la Coupe des champions de la CONCACAF, une pour la Coupe des vainqueurs de coupe de la CONCACAF et deux pour le Tournoi des Géants d'Amérique Centrale.

## Les 10 clubs participants
| \| Tegucigalpa: CD Motagua CD Olimpia Deportivo Broncos CD Marathon Real España Real Maya Deportivo Tegucigalpa CD Platense Deportes Progreseño CD Marathon Real España CD Victoria CD Vida CD Victoria CD Vida \| Localisation des clubs engagés dans le championnat. |
| Tegucigalpa: CD Motagua CD Olimpia Deportivo Broncos CD Marathon Real España Real Maya Deportivo Tegucigalpa CD Platense Deportes Progreseño CD Marathon Real España CD Victoria CD Vida CD Victoria CD Vida                                                           |

| Club                | Stade                        | Capacité | Ville          |
| Deportivo Broncos   | Stade Fausto Flores Lagos    | 5 000    | Choluteca      |
| CD Marathon         | Stade Yankel Rosenthal       | 15 000   | San Pedro Sula |
| Real Maya Deportivo | Stade Marcelo Tinoco         | 5 000    | Danlí          |
| CD Motagua          | Stade Tiburcio Carias Andino | 35 000   | Tegucigalpa    |
| CD Olimpia          | Stade Tiburcio Carias Andino | 35 000   | Tegucigalpa    |
| CD Platense         | Stade Excelsior              | 10 000   | Puerto Cortés  |
| Deportes Progreseño | Stade Humberto Micheletti    | 5 000    | El Progreso    |
| Real España         | Stade Francisco Morazán      | 20 000   | San Pedro Sula |
| CD Victoria         | Stade Nilmo Edwards          | 25 000   | La Ceiba       |
| CD Vida             | Stade Nilmo Edwards          | 25 000   | La Ceiba       |

## Compétition
La compétition se déroule en plusieurs phases.
Dans un premier temps l'ensemble des équipes s'affrontent à trois reprises dans une phase régulière qui compte 27 journées. Le leader de cette première phase est qualifié pour la finale du championnat.
Dans un second temps, les six premiers participent à la phase finale qui se déroule en deux phases également. Une phase hexagonale à élimination directe, puis une phase triangulaire qui sacre un vainqueur.
Enfin si le leader de la phase régulière et le vainqueur de la phase finale sont différents, les deux équipes s'affrontent lors d'une finale pour désigner le champion de la saison.

### Phase régulière
Lors de la phase régulière les dix équipes affrontent à trois reprises les neuf autres équipes selon un calendrier tiré aléatoirement.
Les six meilleures équipes sont qualifiées pour la phase finale.
Le classement est établi sur le barème de points classique (victoire à 3 points, match nul à 1, défaite à 0).
Le départage final se fait selon les critères suivants :
- Le nombre de points.
- La différence de buts générale.
- La différence de buts particulière.
- Le nombre de buts marqué.

#### Classement
Le leader après les neuf premières journées est récompensé par la Coupe du Honduras. Le CD Marathon remporte donc ce trophée pour la première fois de son histoire.
| Rang | Équipe                | Pts | J  | G  | N  | P  | Bp | Bc | Diff |
| ---- | --------------------- | --- | -- | -- | -- | -- | -- | -- | ---- |
| 1    | CD Olimpia            | 63  | 27 | 19 | 6  | 2  | 48 | 13 | +35  |
| 2    | CD Motagua            | 54  | 27 | 15 | 9  | 3  | 42 | 21 | +21  |
| 3    | Real España (T)       | 39  | 27 | 10 | 9  | 8  | 27 | 23 | +4   |
| 4    | Real Maya Deportivo   | 37  | 27 | 9  | 10 | 8  | 28 | 24 | +4   |
| 5    | CD Victoria           | 37  | 27 | 9  | 10 | 8  | 29 | 29 | 0    |
| 6    | CD Marathon           | 34  | 27 | 9  | 7  | 11 | 34 | 33 | +1   |
| 7    | CD Vida               | 33  | 27 | 8  | 9  | 10 | 38 | 41 | -3   |
| 8    | CD Platense           | 25  | 27 | 5  | 10 | 12 | 18 | 28 | -10  |
| 9    | Deportivo Broncos (P) | 21  | 27 | 3  | 12 | 12 | 23 | 41 | -18  |
| 10   | Deportes Progreseño   | 18  | 27 | 4  | 6  | 17 | 20 | 54 | -34  |

| Légende : Qualifications et relégations | Légende : Qualifications et relégations                                                                                               |
| --------------------------------------- | --- |
|                                         | Coupe des champions de la CONCACAF 1996 (3e Tour de qualification) Tournoi des Géants d'Amérique Centrale 1996 (en) (Phase de groupe) |
|                                         | Coupe des champions de la CONCACAF 1996 (1er Tour de qualification)                                                                   |
|                                         | Coupe des vainqueurs de coupe de la CONCACAF 1995 (Demi-finales)                                                                      |
|                                         | Tournoi des Géants d'Amérique Centrale 1996 (en) (Phase de groupe)                                                                    |
|                                         | Relégué en Liga Nacional de Ascenso                                                                                                   |
|                                         | En gras : Qualifié pour la phase finale (T) : Tenant du titre (P) : Promu de la saison 1993-1994                                      |

### La Phase Finale
Les six équipes qualifiées sont réparties en phase hexagonale d'après leur classement général, le troisième affrontant le quatrième, le deuxième affrontant le cinquième et le premier affrontant le sixième de cette phase. Les trois équipes vainqueures s'affrontent alors à deux reprises dans un mini championnat de fin de saison.

#### Phase hexagonale
En cas d'égalité sur la somme des deux matchs, c'est la position au classement général qui départage les deux équipes.
| Club        | Aller | Retour | Club                | Commentaire |
| CD Olimpia  | 1-1   | 0-0    | CD Marathon         |             |
| CD Motagua  | 0-2   | 2-4    | CD Victoria         |             |
| Real España | 1-2   | 3-1    | Real Maya Deportivo |             |

#### Phase triangulaire
Le classement est établi sur le barème de points classique (victoire à 3 points, match nul à 1, défaite à 0).
Le départage final se fait selon les critères suivants :
- Le nombre de points.
- La différence de buts générale.
- La différence de buts particulière.
- Le nombre de buts marqué.

| Rang | Équipe          | Pts | J | G | N | P | Bp | Bc | Diff |
| ---- | --------------- | --- | - | - | - | - | -- | -- | ---- |
| 1    | CD Victoria     | 9   | 4 | 3 | 0 | 1 | 7  | 5  | +2   |
| 2    | Real España (T) | 4   | 4 | 1 | 1 | 2 | 6  | 6  | 0    |
| 3    | CD Olimpia      | 4   | 4 | 1 | 1 | 2 | 5  | 7  | -2   |

#### Finale
| Match aller    | CD Victoria | 0:0   | CD Olimpia | Stade Nilmo Edwards        |                            |
| 9 juillet 1995 |             | (0:0) |            | Arbitrage : Amílcar Burgos | Arbitrage : Amílcar Burgos |

| Match retour    | CD Olimpia      | 1:1   | CD Victoria               | Stade Tiburcio Carias Andino |                            |
| 16 juillet 1995 | Arnold Cruz 20e | (1:0) | Enrique Centeno Renau 80e | Arbitrage : Amílcar Burgos   | Arbitrage : Amílcar Burgos |

## Bilan du tournoi
| Tableau d'Honneur                   |             |
| Compétition                         | Vainqueur   |
| Liga Nacional de Fútbol de Honduras | CD Victoria |
| Coupe du Honduras                   | CD Marathon |

| Qualifications continentales 1995-1996       |                       |
| Coupe des champions de la CONCACAF           | Qualifiés             |
| 3e tour de qualification                     | CD Olimpia            |
| 1er tour de qualification                    | CD Victoria           |
| Coupe des vainqueurs de coupe de la CONCACAF | Qualifiés             |
| Demi-finales                                 | CD Marathon           |
| Tournoi des Géants d'Amérique Centrale       | Qualifiés             |
| Phase de groupe (en)                         | CD Olimpia CD Motagua |

| Promotions et relégations           |                       |
| Relégué en Liga Nacional de Ascenso | Deportes Progreseño   |
| Promu de Liga Nacional de Ascenso   | Independiente Villela |